# Лимпопо (провинция)
Лимпо́по (англ. Limpopo) — одна из провинций Южно-Африканской Республики. Существует с 1994 года, когда была выделена из Трансвааля под названием Северный Трансвааль. С 1995 до 2003 года называлась просто Северная провинция, затем получила нынешнее название.
Административный центр провинции — город Полокване (ранее назывался Питерсбург).

## География
Провинция находится на севере ЮАР, граничит с Северо-Западной провинцией, провинциями Гаутенг и Мпумаланга, а также с Ботсваной, Зимбабве и Мозамбиком. Через провинцию протекает река Лимпопо, в честь которой была названа провинция.

## Население

Плотность населения:
<1 /км²
1–3 /км²
3–10 /км²
10–30 /км²
30–100 /км²
100–300 /км²
300–1000 /км²
1000–3000 /км²
>3000 /км²

Языки Лимпопо:
Африкаанс
Английский
Ндебеле
Коса
Зулу
Северный сото
Сото
Тсвана
Свати
Венда
Тсонга
нет основного языка

Этнический состав населения провинции представляет: чёрные — 97,3 %; белые — 2,4 %; цветные — 0,2 %; лица индийского и другого азиатского происхождения — 0,1 %. В Лимпопо самая маленькая доля белого населения среди провинций страны и самая большая доля чёрного населения. Основные языки провинции: северный сото — 57 %, тсонга — 23 %, венда — 12 %, тсвана — 2,1 %. Носители африкаанса составляют 2,6 %, а английского — менее 0,5 %. При этом северный сото доминирует в трёх из пяти районов провинции (Ватерберг, Тропик Козерога и Секхукхуне), а ещё в одном (Мопани) является одним из двух основных языков (наряду с тсонга). В пятом районе (Вхембе) большинство жителей используют язык венда. Провинция имеет сравнительно небольшую долю ВИЧ-инфицированных (около 18,5 %) по сравнению с другими регионами страны.

## Административное деление
Провинция Лимпопо разделена на пять районов:
| № | Название района | Площадь, км2 | Население (2011), чел |
| - | --------------- | ------------ | --------------------- |
| 1 | Ватерберх       | 49 519       | 679 336               |
| 2 | Вембе           | 21 407       | 1 294 722             |
| 3 | Каприкорн       | 21 705       | 1 261 463             |
| 4 | Мопани          | 11 098       | 1 092 507             |
| 5 | Секхукхуне      | 13 382       | 1 076 840             |

## Экономика
Лимпопо — один из беднейших и наименее развитых регионов страны. Особенно хорошо это заметно в сельских районах. Тем не менее, в последние годы заметны серьёзные улучшения в экономике и уровне жизни. Основу сельского хозяйства составляет разведение крупного рогатого скота. Выращивается подсолнечник, хлопок, кукуруза, арахис, бананы, ананасы, манго. Имеются плантации чая и кофе.
Имеются залежи полезных ископаемых: железных руд, сурьмы, фосфатов, угля, хромитов, алмазов, золота, кремния, слюды и др. Добывающая промышленность составляет около одной пятой от экономики Лимпопо. Важное значение имеет туризм, развитию которого способствует богатая флора и фауна региона и обилие охраняемых территорий.
По территории Лимпопо проходит автомобильная трасса N1, одна из самых оживлённых в Африке, через неё также проходят дороги из глубины континента к важным портам в Дурбане, Ричардс-Бей, Мапуту.